# Patinação de velocidade em pista curta nos Jogos Olímpicos de Inverno de 2006 - Revezamento 3000 m feminino
A competição de revezamento 3000 m feminino da patinação de velocidade em pista curta nos Jogos Olímpicos de Inverno de 2006 aconteceu no dia 22 de fevereiro. 

## Medalhistas
|  | KOR Coreia do Sul                                              |  | CAN Canadá                                                                     |  | ITA Itália                                         |
|  | Choi Eun-kyung Jeon Da-hye Jin Sun-yu Byun Chun-sa Kang Yun-mi |  | Alanna Kraus Anouk Leblanc-Boucher Tania Vicent Kalyna Roberge Amanda Overland |  | Arianna Fontana Marta Capurso Katia Zini Mara Zini |

## Resultados

### Semifinais

#### Semifinal 1
| # | País               | Tempo    | Patinadoras   | Patinadoras     | Patinadoras       | Patinadoras   |
| - | ------------------ | -------- | ------------- | --------------- | ----------------- | ------------- |
| 1 | CHN China          | 4:16.739 | Xiaolei Cheng | Tianyu Fu       | Meng Wang         | Yang Yang (A) |
| 2 | CAN Canadá         | 4:17.231 | Alanna Kraus  | Amanda Overland | Kalyna Roberge    | Tania Vicent  |
| 3 | USA Estados Unidos | 4:18.333 | Allison Baver | Maria Garcia    | Caroline Hallisey | Hyo-Jung Kim  |
| 4 | JPN Japão          | 4:21.413 | Yuka Kamino   | Mika Ozawa      | Chikage Tanaka    | Nobuko Yamada |

#### Semifinal 2
| # | País              | Tempo    | Patinadoras       | Patinadoras     | Patinadoras     | Patinadoras      |
| - | ----------------- | -------- | ----------------- | --------------- | --------------- | ---------------- |
| 1 | KOR Coreia do Sul | 4:18.854 | Chun-Sa Byun      | Eun-Kyung Choi  | Sun-Yu Jin      | Yun-Mi Kang      |
| 2 | ITA Itália        | 4:19.797 | Marta Capurso     | Arianna Fontana | Katia Zini      | Mara Zini        |
| 3 | FRA França        | 4:21.898 | Stephanie Bouvier | Min Kyung Choi  | Myrtille Gollin | Celine Lecompere |
| 4 | GER Alemanha      | 4:22.553 | Tina Grassow      | Aika Klein      | Yvonne Kunze    | Christin Priebst |

### Final A
| # | País              | Tempo    | Patinadoras   | Patinadoras           | Patinadoras    | Patinadoras   |
| - | ----------------- | -------- | ------------- | --------------------- | -------------- | ------------- |
| 1 | KOR Coreia do Sul | 4:17.040 | Chun-Sa Byun  | Eun-Kyung Choi        | Da-Hye Jeon    | Sun-Yu Jin    |
| 2 | CAN Canadá        | 4:17.336 | Alanna Kraus  | Anouk Leblanc-Boucher | Kalyna Roberge | Tania Vicent  |
| 3 | ITA Itália        | 4:20.030 | Marta Capurso | Arianna Fontana       | Katia Zini     | Mara Zini     |
| - | CHN China         | DQ       | Xiaolei Cheng | Tianyu Fu             | Meng Wang      | Yang Yang (A) |

### Final B
| # | País               | Tempo    | Patinadoras       | Patinadoras      | Patinadoras       | Patinadoras      |
| - | ------------------ | -------- | ----------------- | ---------------- | ----------------- | ---------------- |
| 4 | USA Estados Unidos | 4:18.740 | Allison Baver     | Kimberly Derrick | Caroline Hallisey | Hyo-Jung Kim     |
| 5 | FRA França         | 4:18.971 | Stephanie Bouvier | Min Kyung Choi   | Myrtille Gollin   | Celine Lecompere |
| 6 | GER Alemanha       | 4:24.896 | Aika Klein        | Yvonne Kunze     | Christin Priebst  | Susanne Rudolph  |
| 7 | JPN Japão          | 4:35.096 | Yuka Kamino       | Mika Ozawa       | Chikage Tanaka    | Nobuko Yamada    |

Legenda
| Recorde mundial      | Recorde mundial (World record)               |                       | Recorde africano                      | Recorde africano (African) |                                           | Q | Classificado por posição (Qualified) |
| Recorde olímpico     | Recorde olímpico (Olympic record)            | Recorde da América    | Recorde da América (Americas)         | q                          | Classificado por melhor tempo (Qualified) |   |                                      |
| Melhor marca do ano  | Melhor marca do ano (World leading)          | Recorde asiático      | Recorde asiático (Asian)              | DNS                        | Não largou (Did not start)                |   |                                      |
| Recorde nacional     | Recorde nacional (National record)           | Recorde europeu       | Recorde europeu (European)            | DNF                        | Não terminou (Did not finish)             |   |                                      |
| Recorde pessoal      | Recorde pessoal do atleta (Personal best)    | Recorde da Oceania    | Recorde da Oceania (Oceania)          | DSQ / DQ                   | Desclassificado (Disqualified)            |   |                                      |
| Recorde da temporada | Recorde da temporada do atleta (Season best) | Recorde sul-americano | Recorde sul-americano (South America) | NM                         | Sem marca (No mark)                       |   |                                      |